# Senecillis glauca
Senecillis glauca là một loài thực vật có hoa trong họ Cúc. Loài này được Gaertn. miêu tả khoa học đầu tiên.